# Свияжный

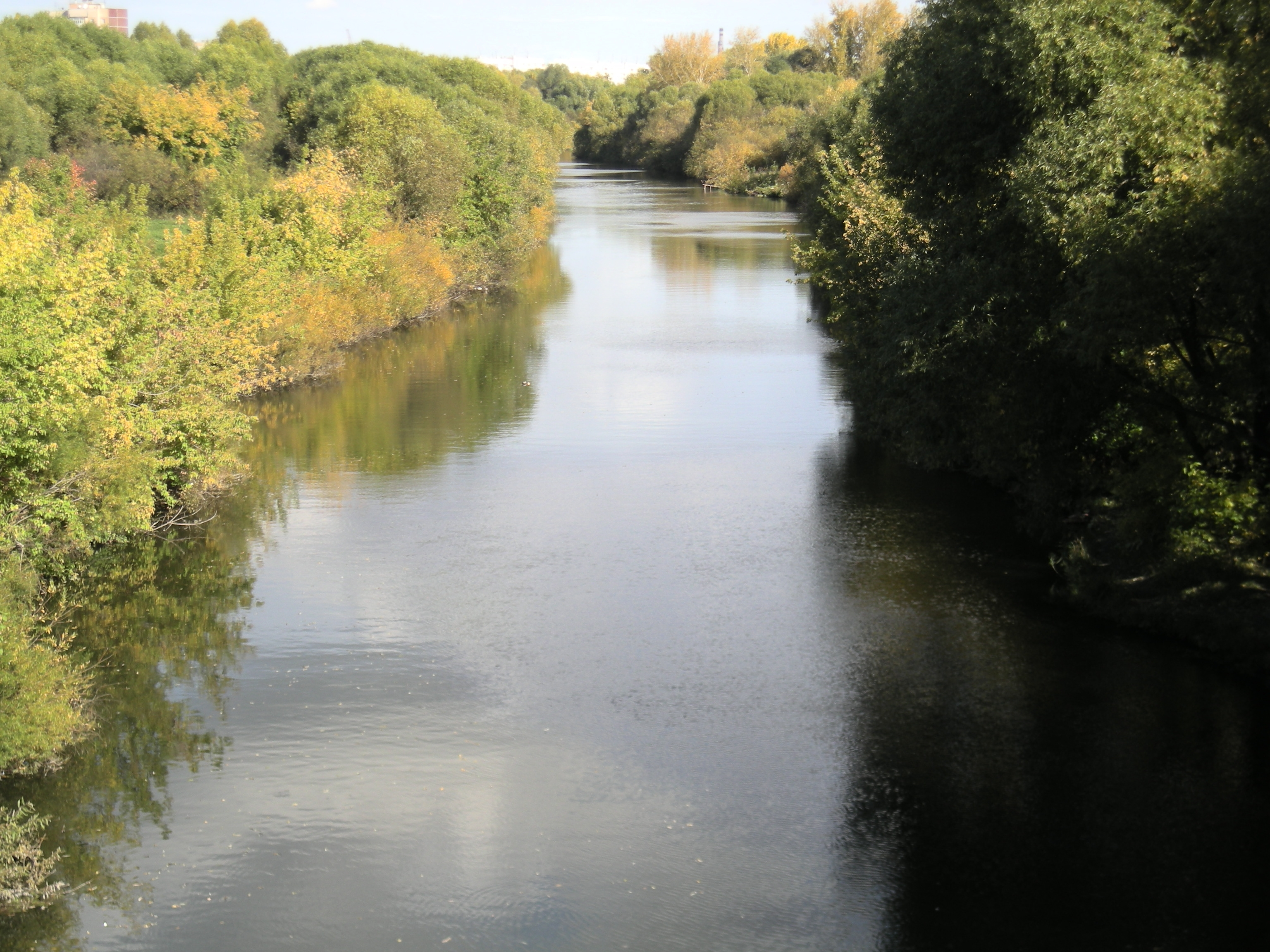
Река Свияга

Свияжный — посёлок в Кузоватовском районе Ульяновской области. Входит в Спешнёвское сельское поселение.

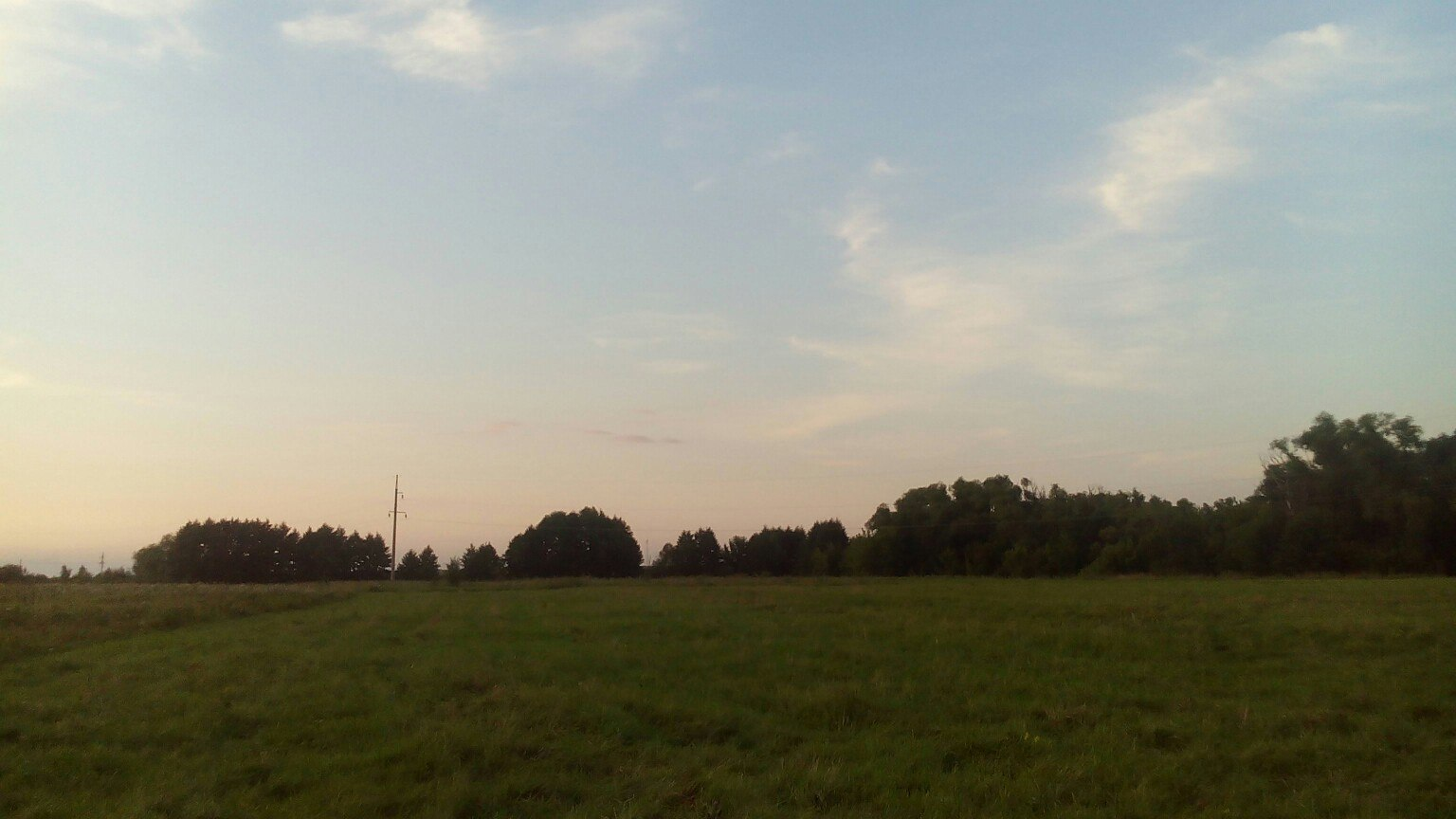
Пойма реки Свияга

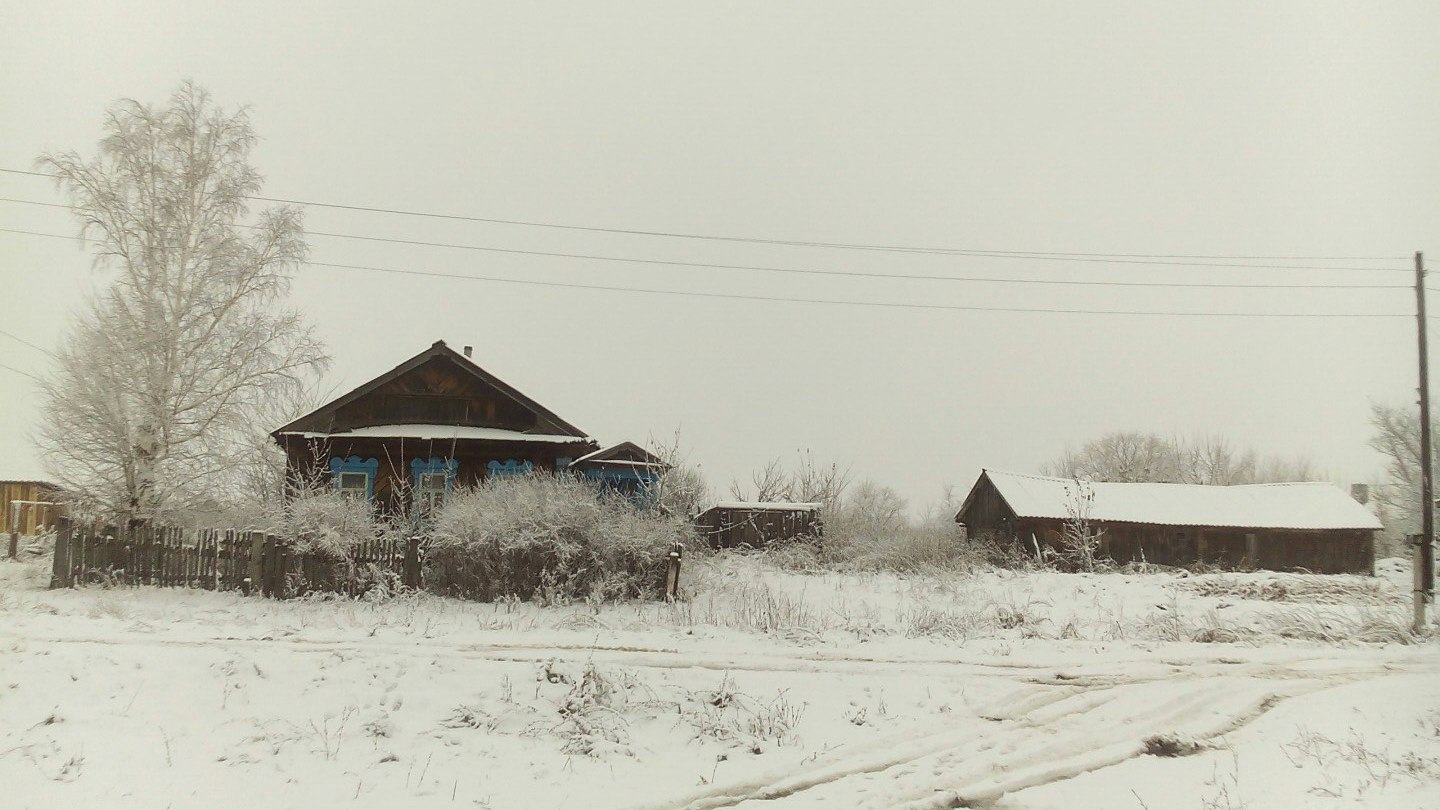
Ноябрь 2016

## География
Лежит на востоке Восточноевропейской равнины, на правом берегу Волги, на юго-востоке Европейской части России, в Среднем Поволжье, в пойме реки Свияга. Высота над уровнем моря — от 140 до 180 м. Поверхность — полого-увалистая равнина. Расстояние до Волги — 66 км, до города Ульяновска — 73 км, до р.п. Кузоватово — 33 км.

## История
Согласно легенде, заселение Спешневского поселения (в частности п. Свияжный) началось во времена крестьянского восстания под руководством Степана Разина. Конный отряд царских войск, преследуя остатки бунтовщиков, переправился через реку Свияга, «спешился», ожидая других распоряжений. Войскам было приказано строить землянки, где временно стали жить солдаты. Новых распоряжений так и не последовало. Так на берегу Свияги среди вековых сосен появилось новое поселение под названием «Спешневка» (от слова «спешиться»).
Село быстро росло и развивалось. В окрестностях по берегам реки Свияга и другим малым и средним рекам также появились и развивались новые сёла, в том числе и поселок Свияжный.
В 1780 году деревня Спешневка, при реке Свияге, помещиковых крестьян, жило 50 ревизских душ. Село входило в состав Сенгилеевского уезда Симбирского наместничества.
В 1859 году в сельце Спешневка, в 78 дворах жило 650 жителя.
В сельце Спешневке открыта в 1897 году церковно-приходская школа, прихожане ходили в приход села Зеленец.
В 1900 году сельце Спешневке в 108 дворах жило: 403 м и 418 ж.

## Население
| 2010 |
| ---- |
| 26   |

Население поселка многонациональное: русские, мордва, татары, чуваши и составляет примерно 30 человек.